# Douglas Adams
Douglas Noël Adams, angleški pisatelj, humorist in dramatik, * 11. marec 1952, Cambridge, Anglija, † 11. maj 2001, Santa Barbara, Kalifornija, ZDA.
Adams je najbolj znan po nizu satiričnih znanstvenofantastičnih romanov z naslovom Štoparski vodnik po galaksiji, »trilogiji v petih delih«, ki jo je napisal med letoma 1979 in 1992.

## Življenje
Nekaj let po njegovem rojstvu in rojstvu njegove mlajše sestre sta se Adamsova starša ločila. Mati se je z otroki preselila v kraj Brentwood v Essexu, kjer so stanovali na posestvu zavetišča za živali, ki so ga upravljali njeni starši. Že v tamkajšnji osnovni šoli je izstopal po sposobnosti pisanja zgodb, ravno tako pa po telesni višini, saj je bil že pri dvanajstih letih visok preko 1,8 m. Na račun svojih spisov je bil sprejet v študijski program angleške književnosti na Univerzi v Cambridgeu, ki ga je končal leta 1974.
Po študiju se je preselil v London da bi uspel kot pisec za radio in televizijo. Njegovo delo je opazil član skupine Monty Python Graham Chapman, s katerim sta pričela sodelovati pri pisanju skečev za Leteči cirkus Montyja Pythona, pojavil pa se je tudi v nekaj stranskih vlogah. Na tej točki je njegova kariera obtičala, saj njegov slog ni bil primeren za takrat priljubljeni slog komedij na radiu in televiziji, zato je poleg pisanja in pošiljanja scenarijev opravljal več nekvalificiranih del, od čistilca do telesnega stražarja. Nazadnje se je preselil nazaj k materi.
Idejo za Štoparski vodnik po galaksiji je po lastnih besedah dobil, ko je nekoč ležal pijan na travniku v Innsbrucku z izvodom Štoparskega vodnika po Evropi in pomislil, da bi moral nekdo napisati še tak vodnik za našo galaksijo. Kasneje je priznal, da se zaradi stalnega ponavljanja te anekdote dejanskega dogodka niti ne spomni več. Napisal je scenarije za pilotno radijsko epizodo in nekaj začetnih epizod, ki so jih pri BBC-ju sprejeli in pričeli predvajati leta 1978. Serija je bila uspešna, zato je dobil delo kot producent in v tej vlogi sodeloval pri nekaterih drugih serijah. Med letoma 1979 in 1980 je delal kot urednik kultne televizijske serije Doctor Who, za katero je prispeval tudi scenarije za tri epizode, dve od katerih sta bili predvajani. Hkrati je delal na predelavi svoje radijske serije v televizijsko serijo in istoimenski roman, ki je izšel leta 1979 in postal velika prodajna uspešnica, do njegove smrti prodana v 14 milijonih izvodov, ki so ji sledila še štiri nadaljevanja.
Nadaljnja dela niso dosegla takega uspeha, zato je bil znan predvsem kot avtor Vodnika, poleg tega pa še kot okoljevarstveni aktivist, navdušenec nad tehnologijo in izpričan ateist. Leta 1985 je za revijo Observer Colour Magazine odšel z zoologom Markom Carwardineom na Madagaskar iskat kritično ogroženega lemurja aje-aje. S Carwardineom sta se odlično ujela in podaljšala potovanje na celo leto, v katerem sta poskušala najti in dokumentirati še več vrst živali po vsem svetu, ki so tik pred izumrtjem, npr. novozelandskega kakapa in kitajskega rečnega delfina. Odpravo sta popisala v dokumentarni radijski seriji Zadnja priložnost (Last Chance to See) in kasneje še v istoimenski knjigi. Leta 1991 se je poročil z Jane Belson, tri leta kasneje se jima je rodila hči Polly. Umrl je zaradi srčne kapi med turnejo predavanj po Združenih državah Amerike, star šele 49 let.

## Delo
Adams je pripadal generaciji piscev, ki so se uprli konvencijam vesoljske opere, žanra znanstvene fantastike, ki je bil strašansko popularen v sredini 20. stoletja in posledično v Adamsovem času doživljal labodji spev Vojne zvezd. Hkrati je bil globoko usidran v zavesti bralcev, čemur dolguje velik del uspeha njegov niz Štoparski vodnik po galaksiji, ki odkrito parodira uveljavljene prijeme vesoljske opere - v njej je denimo uničena Zemlja, a ne zaradi zlobe mogočnih antagonistov, temveč zaradi birokratske napake. Ton pisanja je iz knjige v knjigo temačnejši in Adamsov humor vedno bolj zajedljiv, kar se nadaljuje tudi v njegovih kasnejših delih in razkriva, da ni imel posebej optimističnega pogleda na človečnost. Kljub temu so njegova dela med bralci izjemno priljubljena in veljajo za klasike znanstvenofantastične književnosti zaradi intelektualne ostrine ter številnih prodornih domislic.

### Romani v nizuŠtoparski vodnik po galaksiji
Izvirnih 12 epizod radijske igre je Adams predelal v knjižno obliko - to sta prva dva romana. Postopoma je napisal še nadaljevanja, pogosto po hudem pritisku urednikov. Kljub Adamsovi razlagi, da je peti del niza - Pretežno neškodljiva, enakovreden v nizu, ki je pozneje postal znan kot »trilogija v petih delih«, se mnenja oboževalcev delijo; nekateri so z nadaljevanjem zadovoljni, drugi pa so prepričani, da je delo nastalo pod prisilo in ne sodi v niz. Vsi romani so na voljo tudi kot zvočne knjige, ki jih je bral Adams sam. Po njih sta bila posneta televizijska nadaljevanka in istoimenski film iz leta 2005.
- Štoparski vodnik po galaksiji (The Hitchhiker's Guide to the Galaxy) (1979)
- Restavracija ob koncu Vesolja (The Restaurant at the End of the Universe) (1980)
- O življenju, vesolju in sploh vsem (Life, the Universe and Everything) (1982)
- Zbogom in hvala za vse ribe (So Long, and Thanks For All the Fish) (1984)
- Pretežno neškodljiva (Mostly Harmless) (1992)

Sam je v intervjuju izjavil, da bi želel zaključiti niz bolj veselo, s šesto knjigo, a ga je prehitela smrt. Njegova vdova je kasneje dala soglasje za nastanek zaključka niza, ki je bil zaupan irskemu pisatelju mladinske fantazije Eoinu Colferju. Roman z naslovom Pa še tole --- (And Another Thing...) je izšel leta 2009.

### Niz Dirk Gently
- Holistična detektivska pisarna Dirka Gentlyja (Dirk Gently's Holistic Detective Agency) (1987)
- Skrivnostni zmenek z davno pozabljenimi bogovi (The Long Dark Teatime of the Soul) (1988)

### Druga literarna dela
- The Meaning of Liff (1983, skupaj z Johnom Lloydom)
- The Hitchhiker's Guide to the Galaxy: The Original Radio Scripts (1985, z Geoffreyjem Perkinsom)
- The Utterly Utterly Merry Comic Relief Christmas Book (1986, urednik Douglas Adams)
- Mladi Zaphod noče tvegati (Young Zaphod Plays it Safe) (prvič objavljeno v The Utterly Utterly Merry Comic Relief Christmas Book; predelana različica izšla v The Wizards of Odd, The Salmon of Doubt in v nekaterih raznovrstnih izdajah teh nadaljevanj; slovenski prevod objavljen v Lososu dvoma)
- The Deeper Meaning of Liff (1990, z Johnom Lloydom; razširjena različica The Meaning of Liff)
- Zadnja priložnost (Last Chance to See) (1991, z Markom Carwardinom),
- Zvezdna ladja Titanik (Douglas Adams's Starship Titanic) (napisal Terry Jones, na podlagi zamisli Douglasa Adamsa)
- Losos dvoma (The Salmon of Doubt) (2002), nedokončan rokopis romana (11 poglavij), kratke zgodbe, eseji in intervjuji